# Heteroponera inermis
Heteroponera inermis är en myrart som först beskrevs av Carlo Emery 1894.  Heteroponera inermis ingår i släktet Heteroponera och familjen myror. Inga underarter finns listade i Catalogue of Life.